# Wing (Rutland)
Wing – wieś w Anglii, w hrabstwie Rutland. Leży 7 km na południowy wschód od miasta Oakham i 130 km na północ od Londynu. W 2001 miejscowość liczyła 315 mieszkańców.